# Abdussamed Diyarbekri
Abdussamed Diyarbekri, eigentlich ʿAbduṣṣamed ben Seyyidī ʿAlī bin Dāvūd ed-Diyārbekrī (* Ende 15. Jahrhundert in Diyarbekir ?; † 19. Mai 1542 in Ägypten) war ein osmanischer Historiker und Übersetzer aus dem Arabischen. Sein Hauptwerk ist Tercüme-i en-nüzhe es-seniyye fi zikr el-hulefa ve'l-mülük el-mısriyye (dt. “Übersetzung der erhabenen Ausgabe in der Erwähnung der Kalifen und der ägyptischen Könige”). Er wird in Katib Çelebis Werk Kashfu z-zunun als Autor genannt.

## Leben
Abdussameds Geburtsdatum ist nicht feststellbar. Seine persönlichen Daten aus seiner „Geschichte Ägyptens“, der einzige Anhaltspunkt, geben darüber keine Auskunft. Die erste datierbare Mitteilung ist, dass er İdris-i Bitlisî im Februar oder März 1512 bei dessen Haddsch (Pilgerreise) in Ta'if getroffen hat. Das lässt auf eine Geburt Ende des 15. Jahrhunderts schließen. Der Geburtsort wird mit Diyarbekir angenommen, weil er dies als Beinamen führt und sich selbst türk oğlanı (dt.: „Türkensohn“) nennt, also nicht aus dem Hedschas oder Ägypten stammen dürfte.
Während seines Aufenthaltes im Hedschas studierte er an der Qaytbay-medrese in Mekka hanafitische Jurisprudenz und war auch derviş. Bei der Eroberung von Kairo im Januar 1517 durch die Osmanen nahm er an der Schlacht von al-Raydaniya teil. Im April 1517 kehrte er in den Hedschas zurück und beteiligte sich an der Verteidigung von Dschidda gegen die Portugiesen. Im August 1517 war er in Kairo als Bote beim bald darauf auf Befehl von Sultan Selim I. hingerichteten Großwesir Yünus Paşa.
1536 verbrachte er ein Jahr in Istanbul, ohne dort ein Amt zu bekommen und kehrte nach Kairo zurück. Er wurde dann Qādī (Richter) in Damiette und verblieb in dieser Position mit einer kurzen Unterbrechung bis zum 19. Mai 1542. Mit diesem Tag brechen alle Nachrichten über Abdussamed Diyabekri ab, in den Richterregistern wird er nicht mehr geführt, so dass dieser Termin als Todestag angenommen wird.

## Werk
- Tercüme-i en-nüzhe es-seniyye fi zikr el-hulefa ve'l-mülük el-mısriyye (dt. “Übersetzung der erhabenen Ausgabe in der Erwähnung der Kalifen und der ägyptischen Könige”) ist sein wichtigstes Werk. Es ist die türkisch geschriebene Version der arabischen Chronik nuzha saniya, 1477/78 in Kairo von Hasan ben al-Tulunı (1432–1517) verfasst. Der erste Teil umfasst die Geschichte des Propheten und der vier “wahren” ersten Kalifen sowie die der Umayyaden und Abbasiden. Im zweiten Teil wird die Geschichte Ägyptens von der vorislamischen Zeit bis zur Herrschaft des Mamluken-Sultans Qaytbay (1468–1496). Der dritte Teil beinhaltet die Zeit von 1496 bis 1522.
- Fütühü'ş-Şam Tercümesi ist die Übersetzung der arabischen Schrift Futūh ash-Shām, die fälschlich al-Waqidi (†822/823) zugeschrieben wurde. Sie schildert die arabische Eroberung Syriens von Abu Bakr bis zum Feldzug gegen Antiochia (637).